# Mateev Cove
Die Mateev Cove (englisch; bulgarisch Матеев залив Mateew saliw) ist eine 650 m breite und 290 m lange Bucht am Nordufer der South Bay im Süden der Livingston-Insel im Archipel der Südlichen Shetlandinseln. Sie liegt östlich des Yasen Point. In der antarktischen Sommersaison 1957/58 befand sich am Kopfende der Bucht die britische Station P.
Britische Wissenschaftler kartierten sie 1968, chilenische 1971, argentinische 1980 und bulgarische 2005 sowie 2009. Die bulgarische Kommission für Antarktische Geographische Namen benannte sie 2010 nach dem bulgarischen Physiker Matej Mateew (1940–2010) für seine Unterstützung im bulgarischen Antarktisprogramm.